# Mihail Dmitrijevič Gorčakov
Mihail Dmitrijevič Gorčakov (rusko Михаи́л Дми́триевич Горчако́в, poljsko Michaił Dymitrowicz Gorczakow)  je bil ruski topniški general iz družine Gorčakov, ki je poveljeval ruskim silam v zadnjih fazah krimske vojne, in bil kasneje od leta 1856 do svoje smrti namestnik (podkralj) Kraljevine Poljske, * 28 januar/8. februar 1793, Varšava,  Republika obeh narodov, 18./30. maj 1861, Varšava,  Rusko carstvo. 

## Življenje in kariera
Mihail in njegov brat Pjotr Gorčakov sta bila sinova znanega pisatelja, kneza Dmitrija Petroviča Gorčakova in njegove žene Natalije Boborikine. Mihail je vstopil v rusko vojsko leta 1807 kot kadet Leubovega gardnega topniškega bataljona. Leta 1809 je kot  poročnik sodeloval v pohodih proti Perziji. 
Med napoleonskimi vojnami se je odlikoval v bitki pri Borodinu in za zasluge prejel Red svetega Vladimirja 4. stopnje. Za zasluge v bitki pri Bautzenu leta 1813 je prejel Red svete Ane 2. stopnje, pruski red Pour le Mérite in čin štabnega stotnika. Njegova kariera se je hitro razvijala in leta 1824 je postal generalmajor. Gorčakov je izkazal pogum med rusko-turško vojno 1828–1829 in bil 29. maja 1829 je bil eden prvih, ki je prešel Donavo. Sodeloval je pri obleganjih Silistre in Šumena. 
Potem ko je bil 6. decembra 1829 imenovan za generala, je po 7. februarju 1831 zamenjal ranjenega generala Ivana Suhozaneta kot načelnik artilerije aktivne vojske. Kasneje je sodeloval v kampanji na Poljskem in bil ranjen v bitki pri Olszynki Grochowski 25. februarja 1831. Odlikoval se je tudi v bitki pri Ostrołęki in pri zavzetju Varšave.
V naslednjih letih je služil pod poveljstvom feldmaršala Paskeviča kot načelnik štaba aktive vojske. Za zasluge je bil povišan v čin generalpodpolkovnika in prejel številna visoka ruska in tuja odlikovanja in nagrade.
Leta 1846 je bil imenovan za vojaškega guvernerja Varšave in tri leta kasneje poveljeval ruskemu topništvu v vojni proti Madžarom. Leta 1852 je kot predstavnik ruske vojske obiskal London in se udeležil pogreba vojvode Wellingtonskega. Takrat je bil načelnik štaba ruske vojske in carjev generalni pribočnik.
Ko je Rusija leta 1853 napovedala vojno Osmanskemu cesarstvu, je bil imenovan za vrhovnega poveljnika čet, ki so zasedle Moldavijo in Vlaško. Leta 1854 je prečkal Donavo in oblegal Silistro. Aprila ga je zamenjal knez Ivan Paskevič, ki pa je 8. junija odstopil in poveljstvo je ponovno prevzel Gorčakov. Julija je bilo obleganje Silistre prekinjeno zaradi avstrijskega diplomatskega pritiska. Ruska vojska se je umaknila preko Donave in avgusta 1854 v Rusijo.
Leta 1855 je bil Gorčakov imenovan za vrhovnega poveljnika ruskih sil na Krimu namesto osramočenega kneza Aleksandra Sergejeviča Menšikova. Gorčakov je spretno in energično vodil obrambo Sevastopola in končni umik v severni del mesta, ki ga je branil do podpisa miru v Parizu. Bitka za Veliki Redan proti britanskim silam je bila njegova opazna lokalna zmaga. Leta 1856 je bil po knezu Paskeviču imenovan za carjevega namestnika v Kraljevini Poljski. Umrl je v Varšavi 30. maja 1861 in bil po lastni želji pokopan v Sevastopolu.